# Corbin Bleu
Corbin Bleu Reivers (Brooklyn, Nueva York, Estados Unidos, 21 de febrero de 1989) es un actor, cantautor, modelo, bailarín y productor de cine estadounidense de ascendencia jamaicana e italiana. (Actualmente vive en Los Ángeles, California con su familia.) Tiene tres hermanas: Jag, Phoenix y felenicia
Tuvo pequeños papeles en películas como Soldier en 1998. Corbin fue elegido para su primer papel protagonista en la película de 2004, Catch That Kid. Bleu es más conocido por su rol en High School Musical como Chad Danforth y por Flight 29 Down como Nathan. También ha protagonizado una película de Disney llamada Jump In! junto a su padre, el actor David Reivers. Participó en la segunda parte de High School Musical, High School Musical 2, y en High School Musical 3. En el otoño de 2009, tuvo un papel principal en la película Free Style en 2008.
Apareció en el nuevo espectáculo The CW, The Beautiful Life en 2009. Obtuvó el papel principal en el musical de Broadway In the Heights en 2010, La protagonizada por Corbin en las comedias de cortometrajes (Le debo mi vida a Corbin Bleu) en 2010, y también protagonizó la película de drama boceto, Sugar, en el año 2013.
También siguió una carrera como solista y lanzó su álbum debut (Another Side) el 1 de mayo de 2007. El álbum debutó en el número treinta y seis en los Estados Unidos, Billboard 200, vendiendo 18.000 copias en su primera semana. Bleu lanzó su segundo disco, (Speed of Light), el 10 de marzo de 2009 en la Estados Unidos.

## Primeros años
Bleu nació en Brooklyn, Nueva York, hijo de Martha (de soltera Callari) y David Reivers. Tiene tres hermanas: Jag, Phoenix, y Hunter (el más joven). Como niño, Bleu estudió danza durante varios años, centrándose en el ballet y el jazz. Bleu se graduó de Los Ángeles County High School for the Arts.

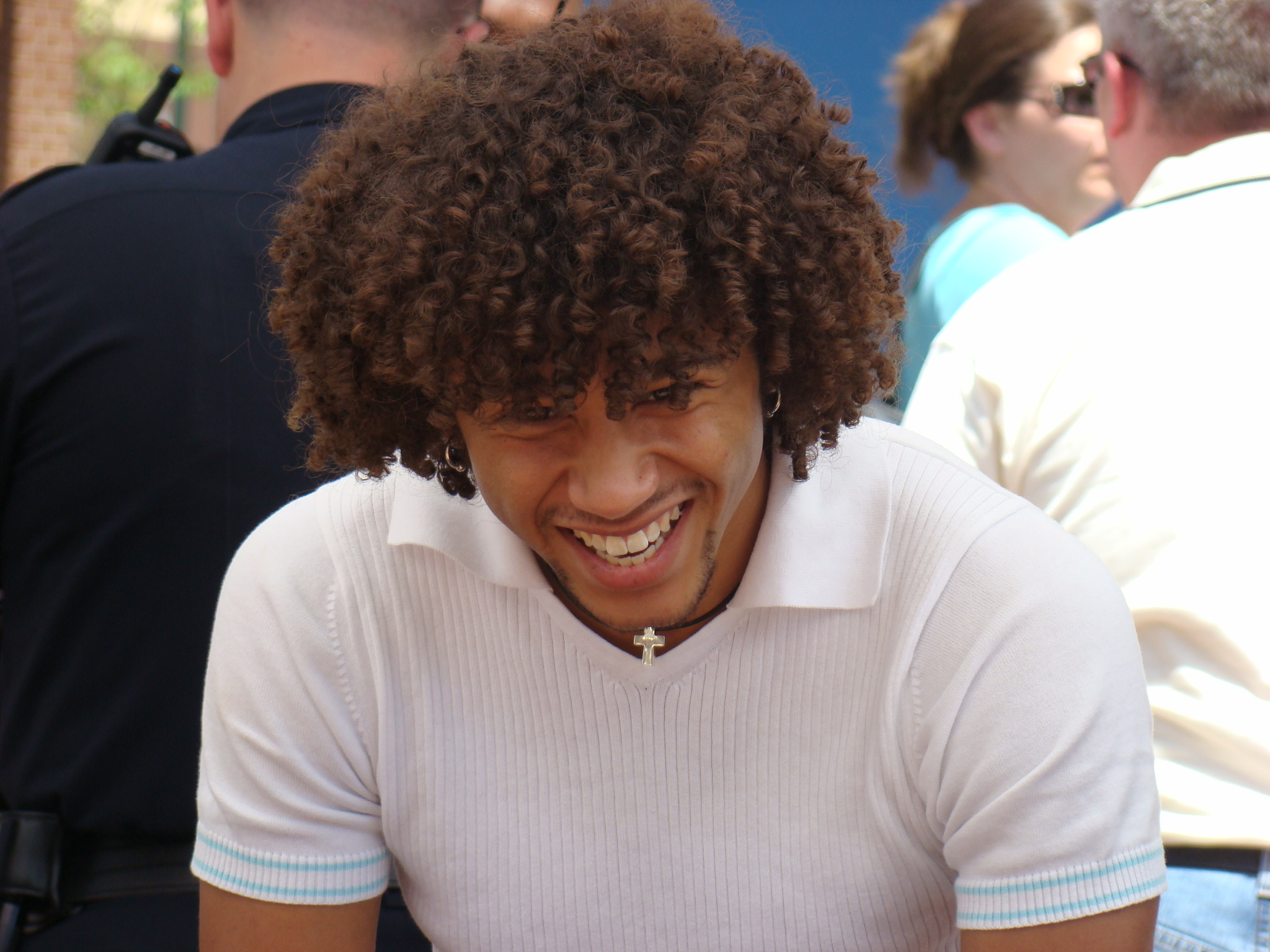
Corbin Bleu en octubre de 2007

Bleu fue entrenado en la danza, llegando a ser uno de los primeros estudiantes en la prestigiosa Debbie Allen Dance Academy. A continuación, asistió como un teatro importante, esta vez siguiendo los pasos de su madre, quien asistió a la escuela famosa de Nueva York de las Artes Escénicas. Al igual que su padre, apareció en comerciales de televisión, a partir de la edad de dos años, para productos tales como cereales de la vida, Bounty, Hasbro y Nabisco. Fue en ese momento que él también descubrió su amor por la danza cuando comenzó a tomar clases de jazz y ballet clásico, generalmente siendo el único chico en la clase.
A la edad de nueve años fue un modelo con la Agencia de Modelos Ford en Nueva York. Ha aparecido en anuncios impresos para tiendas como Macy's, Brecha (tienda de ropa), Meta (revista), y Toys R Us, y desenvolviéndose en la moda de niños, padres, y revistas de América del bebé, y teniendo su imagen en cajas de juguetes, y juguetes. A los seis años Corbin apareció en su primera producción profesional del teatro de Broadway, el Ayuntamiento, de Broadway histórico concierto lugar de celebración. Esta serie de tres conciertos, creados, escritos y organizados por Scott Siegel, tuvo lugar durante un fin de semana e incluyó un tributo a David Merrick. Corbin Bleu desempeñado un hogar abandonado silencio en la obra "Tiny Tim is Dead".

## Actuación profesional

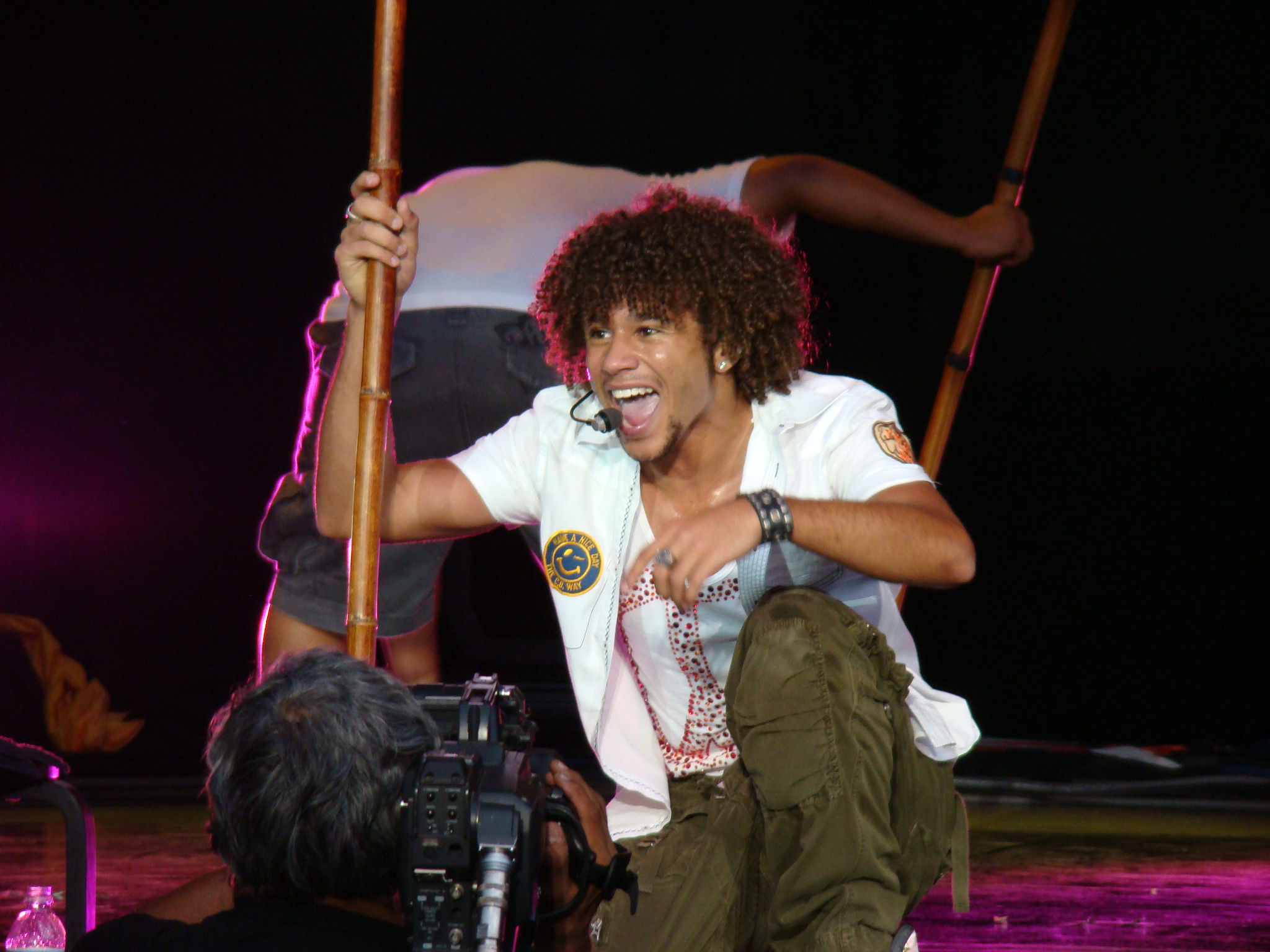
Corbin Bleu en octubre de 2007

### Inicios
En 1996, su familia se mudó a Los Ángeles y pronto ganó un papel recurrente en la serie de televisión High Incident, y una apariencia de estrella invitada en ER junto a George Clooney en 1996. Bleu también tuvo papeles en 1998, Malcolm y Eddie, como Mateo, y yo de la cubierta: Basado en la verdadera vida de una familia del FBI, como Nick Elderby. En el 2000 también tuvo pequeños papeles en películas como Soldier (película) protagonizada por Kurt Russell, Mystery Men con Ben Stiller, William H. Macy, y Greg Kinnear, y Héroes fuera de órbita junto a Tim Allen, Sigourney Weaver y Alan Rickman. Además de aparecer El show de Amanda con Amanda Bynes y Drake Bell.

### 2003-2008:High School Musicaly éxito teatral
Corbin también continuó bailando, llegando a ser uno de los primeros estudiantes en la prestigiosa Academia de Baile de Debbie Allen. En este primer año Corbin fue elegido para su primer papel protagonista en la película de 2004, Catch That Kid a los actores Kristen Stewart y Max Thieriot. En su segundo año, interpretó a Ren en el musical "Footloose" y el papel de Sonny en el musical "Grease". Ese mismo año, Corbin fue honrado con el premio de Teatro Estudiantil del Año. En el verano de 2004, Corbin se convirtió en una parte del elenco de la nueva serie de televisión Discovery Kids, Flight 29 Down como Nathan McHugh, junto a Allen Alvarado, Hirsh Hallee y Lauren Storm, una serie dramática sobre un grupo de adolescentes atrapados en una isla desierta tras un accidente de avión, la cuak fue filmada en distintas locaciones de Hawái en la isla de Oahu. También tuvo un pequeño papel como Spencer en Manual de Supervivencia Escolar de Ned, siendo su primera aparición en el episodio titulado "Guía: El Play School y Guía de Venganza y registros escolares", y otras aparicionese en Mother Goose Parad como Grand Marshall junto con Devon Werkheiser y Lindsey Shaw en 2006, 2007.
En 2006, 2007 y 2008, interpretó a "Chad Danforth" en High School Musical, la película ganadora de los Premios Emmy e inmensamente popular de Disney Channel. En cada uno de los tramos sucesivos de esta triología, Bleu repitió su papel como Chad Danforth, un jugador de baloncesto, compañero de equipo del personaje principal, Troy Bolton (Zac Efron). Igualmente, en 2007, actuó como Nathan Sur, All Movie Guide, y de Acción de Gracias de Macy's Thanksgiving Day Parade, y como estrella invitada en el episodio estreno de Hannah Montana de Disney como Johnny Collins junto a las actrices Miley Cyrus y Emily Osment.

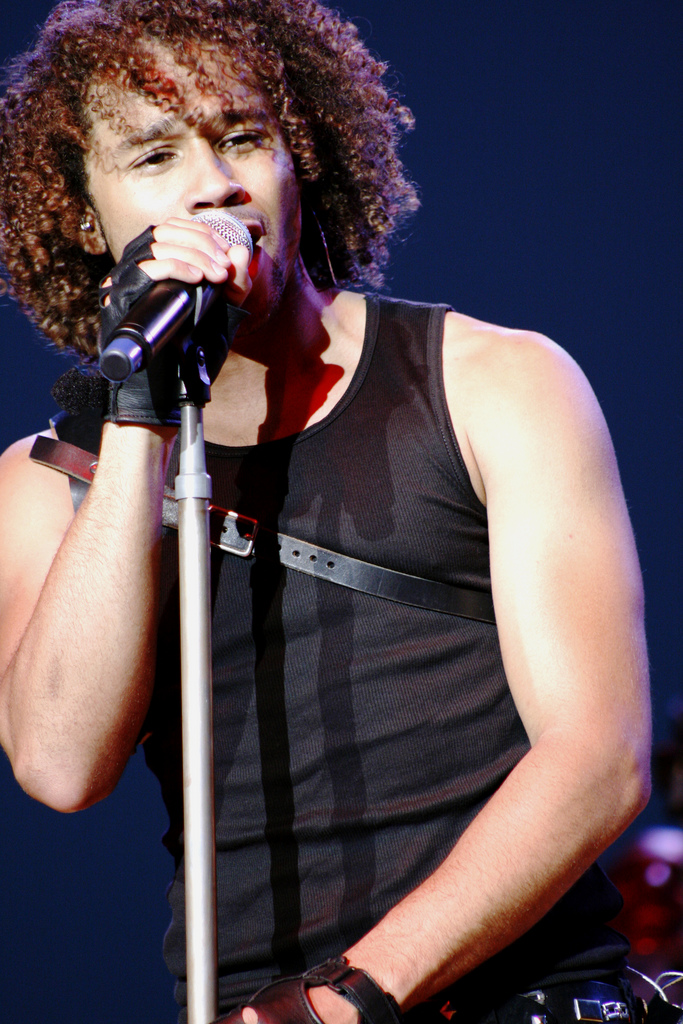
Corbin Bleu en 2008

Su siguiente película fue Jump In! coprotagonizada por la actriz y R & B cantante Keke Palmer, así como rateros Bleu el padre de David, se estrenó el 12 de enero de 2007, y desde entonces se ha convertido en uno de mayor audiencia de Disney Channel Original Movie. En los Juegos de 2007 de Disney Channel Games Bleu fue capitán del equipo azul.

### 2009-2011: Free Style yThe Beautiful Life
En el otoño de 2009, tuvó un papel principal en la película Free Style como Cale Bryant, junto con Sandra Echeverría y Madison Pettis, y The Tyra Banks Show en 2008. y apareció en el nuevo espectáculo The CW Television Network The Beautiful Life, junto a las actrices Sara Paxton y Mischa Barton. También en 2009, es la voz en Más allá de todas las fronteras, y ha aparecido en Entertainment Tonight y la demostración de mañana con Mike y Julieta. Recientemente, obtuvo el papel principal en el musical de Broadway In the Heights.
Y la estrella invitada en un episodio de The Good Wife como DJ Javier Berlín junto a la actriz Julianna Margulies en octubre de 2010. La protagonizada por Corbin en las comedias de cortometrajes (Le debo mi vida a Corbin Bleu) en 2010, El rendimiento de audio en el motor pequeño que se pudo en 2010,

### 2012-2015:The Beautiful Lifey otros
Corbin Bleu fue la estrella invitada en un episodio de Blue Bloods en 2012. y protagonizó la película de terror Emmett Terror Byte en 2012. y también protagonizó la película de drama como en Renee en 2012 junto a Kat Dennings. Y también protagonizó la película de drama boceto, (Sugar) en el año 2013. En marzo de 2013, llevará el papel principal de "Jeffrey King" en una serie de telenovela "One Life to Live". En 2014, protagonizó la película de suspenso Nurse 3D película, dirigida por Doug Aarniokoski y distribuido por Lionsgate.

## Carrera musical

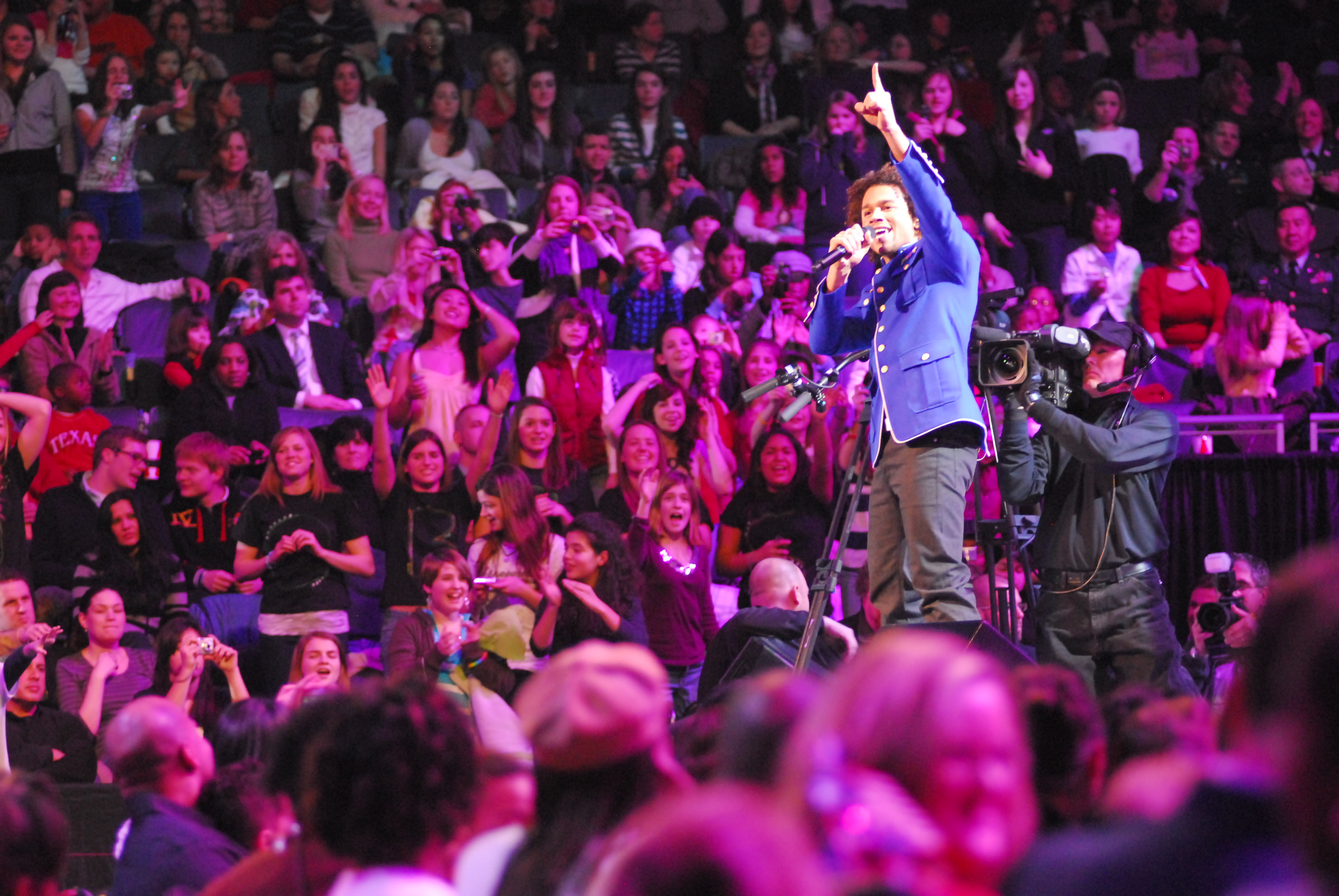
Corbin Bleu en Kids 'Inaugural de 2009

### 2006-2007:Another Side
Corbin Bleu hizo su primera canción para la serie de televisión Flight 29 Down titulada "'rescate vuelo 29". Después de participar en High School Musical Corbin lanzó su primer álbum, Another Side con una discográfica de Disney, Hollywood Records. Su primer single Push It To The Limit fue promocionado en el tour de High School Musical por Estados Unidos. Corbin co-escribió las canciones "We Come To Party", "Mixed Up", "Never Met A Girl Like You" y "Homework" todas incluidas en su álbum Another Side.
y fue utilizado para promover Jump In! una película de Disney Channel en el que protagonizó Bleu. "Push It To The Limit" alcanzó el Top 20 en el Billboard Hot 100, alcanzando el puesto # 15. Bleu de gira con los demás miembros del elenco de HSM a finales de noviembre de 2006 a finales de enero de 2007 en High School Musical: El Concierto, que ejerza en unas 40 ciudades diferentes. Para promover su álbum debut, Bleu realizó en el NextFest gira, junto con Aly & AJ, Drake Bell, y Bianca Ryan.
Él canta el dúo "Still There For Me" con Vanessa Hudgens para él álbum debut. En "Another Side", escribió y coescribió cinco de los doce temas del álbum. También escribió dos canciones más que aparecen como bonus tracks en la versión europea. Uno de esos temas fue titulado "Shake It Off", una oda al músico Prince.

### 2008-2009:Speed of Light
En una entrevista reciente con Billboard, Bleu declaró que:

"él ha comenzado a trabajar en su siguiente álbum. Bleu dijo a Billboard, "Habrá un montón de diferencias con el segundo álbum. En primer lugar, es sólo más personal. Yo estoy involucrado en cada aspecto de la escritura. En cuanto a la dirección de la música, es muy diferente. Yo quería que este disco tenga algo que era un poco de rock, un poco de R & B y un poco de pop"

" El productor Eric Hudson se une a la mayoría de los proyectos, junto con el compositor y letrista Claude Kelly. Bleu realizó temas inéditos como "Cerrar", "Whatever It Takes" y "Campeón" en una gira de conciertos de verano con el cantante y actor Justin Stein. Las pistas están al estar en el álbum. Velocidad de la Luz fue que se conocerá el 10 de marzo de 2009 a través de Hollywood Records. El álbum no llegó a debutar en [Top 40] Billboard 200 álbumes. Según las fuentes, el álbum vendió menos de 4.000 en su primera semana, a pesar de la promoción a partir de MySpace. El álbum generó sencillos "vas a celebrar" y "Moments That Matter", que fue lanzado con un vídeo musical.
Bleu interpretó la canción en Kids' Inaugural: "We Are the Future".

### 2010:In the Heights

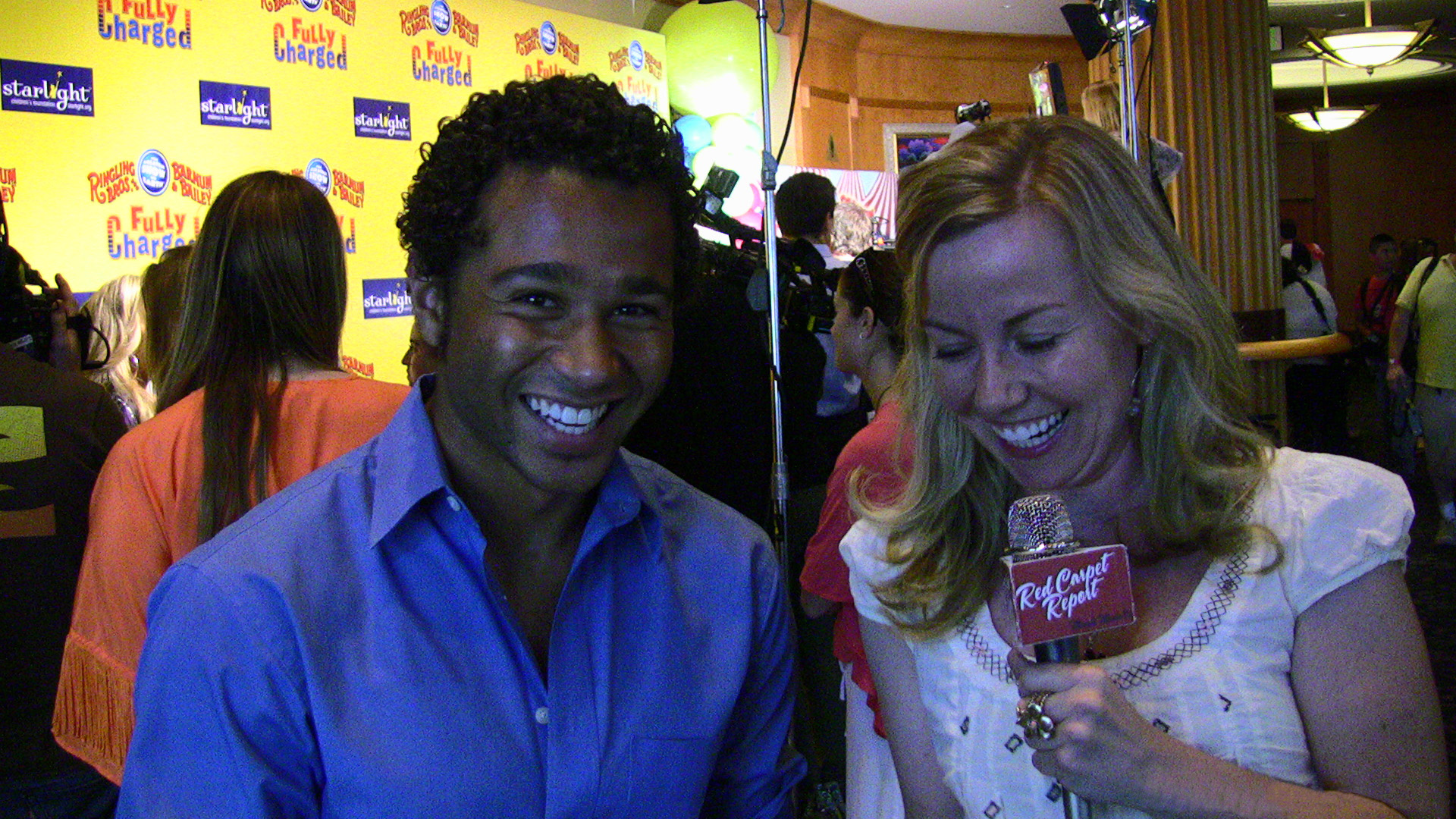
Corbin Bleu en la "Fully Charged" Red Carpet Ringling Bros. y Barnum & Bailey Circus

High School Musical Corbin Bleu estrellas se está llevando a sus habilidades para la etapa como estrellas en el éxito de Broadway In The Heights. Corbin, quien es un nativo de Nueva York, es el ajuste perfecto para el papel y muy emocionada de participar en el show.
Su ex alto coestrellas School Musical Zac Efron y Vanessa Hudgens son a la vez que sale con películas de este verano, pero Corbin Bleu es mantener un perfil más bajo, mientras que perfeccionar su talento interpretativo de todos modos, actualmente se puede ver en Broadway ocho veces a la semana en el musical In the Heights.
Él ha estado actuando en el show desde febrero de buenas críticas y ha ampliado recientemente su carrera por segunda vez, estar de acuerdo para jugar el papel principal de Usnavi hasta mediados de agosto.
Y de hecho, justo después de que sale, Jordin Sparks está programado para unirse al elenco.
Apenas la semana pasada, compañeros de estrella de Disney Demi Lovato atrapó un rendimiento y fue fotografiado con Bleu después del show.

### Voz y habilidad musical
De acuerdo a su entrevista con Paul Wontorek, Bleu discute que es, naturalmente, un barítono lírico. Su voz entrenada ha sido descrito como "decente y agradable que encaja muy bien en tanto el pop y el R & B". Como intérprete musical de teatro, Bleu ha afirmado que él es un gran fan de Brian d'Arcy James y dice que tiene influencias vocales de él. Debido a su baile, canciones, danza y el sonido de influencia, Corbin Bleu ha ganado comparaciones con Justin Timberlake.

## Otros trabajos
El cartel de Factor X de Fox Broadcasting Company es casi completa: Entertainment Weekly ha aprendido de High School Musical el actor y cantante Corbin Bleu se encuentra cerca de unirse a la serie de la competencia como coanfitrión, junto a los finalistas se informó anteriormente copresentador, cantante de Pussycat Dolls Nicole Scherzinger.
Fuentes hincapié en que ni Bleu o Scherzinger son encerrados, pero ambos están cerca de firmar con la serie. Mientras tanto, el tiempo es conseguir a corto: Factor X debe tener su pleno juicio y alojamiento del equipo en su lugar el 8 de mayo - que es cuando la producción comienza el rodaje de la rondas de audición ante los jueces.
En cuanto al resto del equipo, estamos oyendo los mismos nombres que los enfoques de línea de meta que se han de informes anteriores: LA Reid (que está pendiente de confirmación), junto a Cheryl Cole y Paula Abdul, uniéndose a Simon Cowell.
Bleu tiene una serie de créditos con The Walt Disney Company, y el año pasado apareció en un episodio de The Good Wife. Scherzinger fue un juez invitado en la edición británica de Factor X y ha determinado el apagado de la NBC Sing. Mayo de 2012, Bleu interpreta a Jesús en la compañía de Broadway de Godspell.
Bleu realizó con el grupo Magical Musical, el rendimiento en Times Square en Nueva York en 2012. En junio de 2012, en el Teatro Beacon en la 66 ª Premios Tony, sin duda captó el espíritu de Godspell gracias a un espectáculo celestial dirigido por Corbin Bleu.

### Dancing with the Stars
En septiembre de 2013, Bleu participó en la temporada 17 del programa de baile de ABC, Dancing with the Stars. Él fue emparejado con la bailarina profesional Karina Smirnoff. Corbin y Smirnoff lograron llegar a la final, pero quedaron en segundo puesto tras Amber Riley y Derek Hough.
| Semana | Baile / Canción                                                | Puntajes de los jueces  | Puntajes de los jueces  | Puntajes de los jueces  | Resultado       |
| Semana | Baile / Canción                                                | C.I                     | L.G.                    | B.T.                    | Resultado       |
| --- | -------------------------------------------------------------- | ----------------------- | ----------------------- | ----------------------- | --------------- |
| 1 | Contemporáneo / «If I Lose Myself»                             | 8                       | 8                       | 8                       | Sin eliminación |
| 2 | Jive / «Kiss You»                                              | 9                       | 8                       | 9                       | Salvados        |
| 3 | Quickstep / «Diga Diga Doo»                                    | 9                       | 8                       | 9                       | Salvados        |
| 4 | Pasodoble / «Zorongo»                                          | 9                       | 91                      | 9                       | Salvados        |
| 5 | Foxtrot / «My Wish»                                            | 9                       | 9                       | 10                      | Salvados        |
| 6 | Vals vienés / «Game of Thrones Theme»                          | 8                       | 7                       | 8                       | Sin eliminación |
| 6 | Reto de cambio / Varias                                        | Ganaron 4 puntos extras | Ganaron 4 puntos extras | Ganaron 4 puntos extras | Sin eliminación |
| 7 | Chachachá / «Pumpin Blood»                                     | 10                      | 9                       | 10                      | Salvados        |
| 7 | Equipo Freestyle / «The Fox (What Does the Fox Say?)»          | 10                      | 10                      | 10                      | Salvados        |
| 8 | Tango argentino / «Welcome to Burlesque»                       | 9                       | 92                      | 9                       | Salvados        |
| 8 | Duelo de Chachachá / «Woman's World»                           | Ganaron 3 puntos extras | Ganaron 3 puntos extras | Ganaron 3 puntos extras | Salvados        |
| 9 | Vals / «Apologize»                                             | 9                       | 9                       | 10                      | Salvados        |
| 9 | Jazz en trío / «Yeah!»                                         | 10                      | 10                      | 10                      | Salvados        |
| 10 (Semifinal) | Tango / «My Songs Know What You Did in the Dark (Light Em Up)» | 9                       | 8/93                    | 9                       | Salvados        |
| 10 (Semifinal) | Rumba / «My Songs Know What You Did in the Dark (Light Em Up)» | 10                      | 10/103                  | 10                      | Salvados        |
| 11 (Final) | Quickstep / «Diga Diga Doo»                                    | 9                       | 9                       | 9                       | Salvados        |
| 11 (Final) | Samba relay / «No Scrubs»                                      | Ganaron 5 puntos extras | Ganaron 5 puntos extras | Ganaron 5 puntos extras | Salvados        |
| 11 (Final) | Freestyle / «Smooth Criminal»                                  | 10                      | 10                      | 10                      | Salvados        |
| 11 (Final) | Chachachá & Foxtrot fusión / «All Night»                       | 9                       | 9                       | 9                       | Segundo puesto  |
| 1Puntaje dado por la juez invitada Julianne Hough en lugar de Goodman. 2Puntaje dado por la juez invitada Cher en lugar de Goodman. 3Puntaje dado por el juez invitado Maksim Chmerkovskiy. |                                                                |                         |                         |                         |                 |

## Vida personal

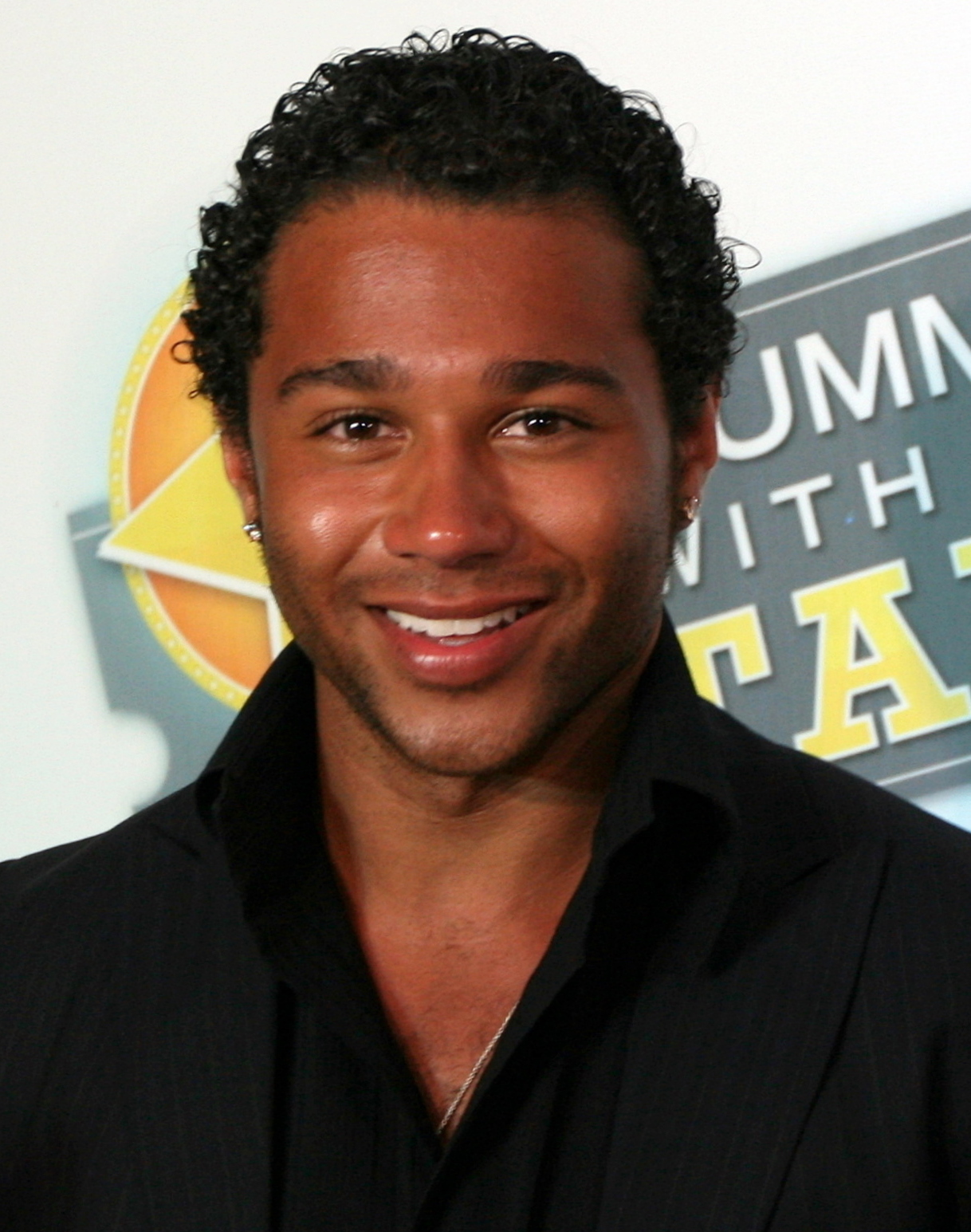
Corbin Bleu de 2011

En el verano de 2003, actuó en una obra de teatro escrita por estudiantes, Baby Blues. Junto con esta puesta en escena, la emoción de Arte y victoriano's Closet se llevó a cabo, escrito por Jamie Isaac Conde y Lucas Barrón.
Apareció en un episodio de la serie del elenco de Broadway Spring Awakening en YouTube. El episodio se tituló "Notesey", y el escritor e intérprete de "Momentos That Matter", Free Style 2008 Banda de sonido, banda sonora y los Minutemen (película), Varios Artistas Song: "Run It Back Again", y "Palabra de la Promesa: El Siguiente Geneoration "Voz Audio Biblia de Pedro.
Lleva un montón de la ropa de los diseñadores Don Ed Hardy y Dolce & Gabbana. Él también usa ropa de la marca Penguin y ama zapatillas de deporte de Nike.
La primera canción que jamás registrada profesionalmente fue titulado "Circles" o "círculos en mi mente" para su programa de televisión a continuación, "Flight 29 Down". Cuando los ejecutivos de las compañías discográficas varias escuchado la canción, se convirtieron en ansiosos por firmar un contrato. Más tarde firmaron con Hollywood Records y desde entonces ha publicado dos álbumes, otro aspecto en el (2007) y de la velocidad de la luz en (2009).

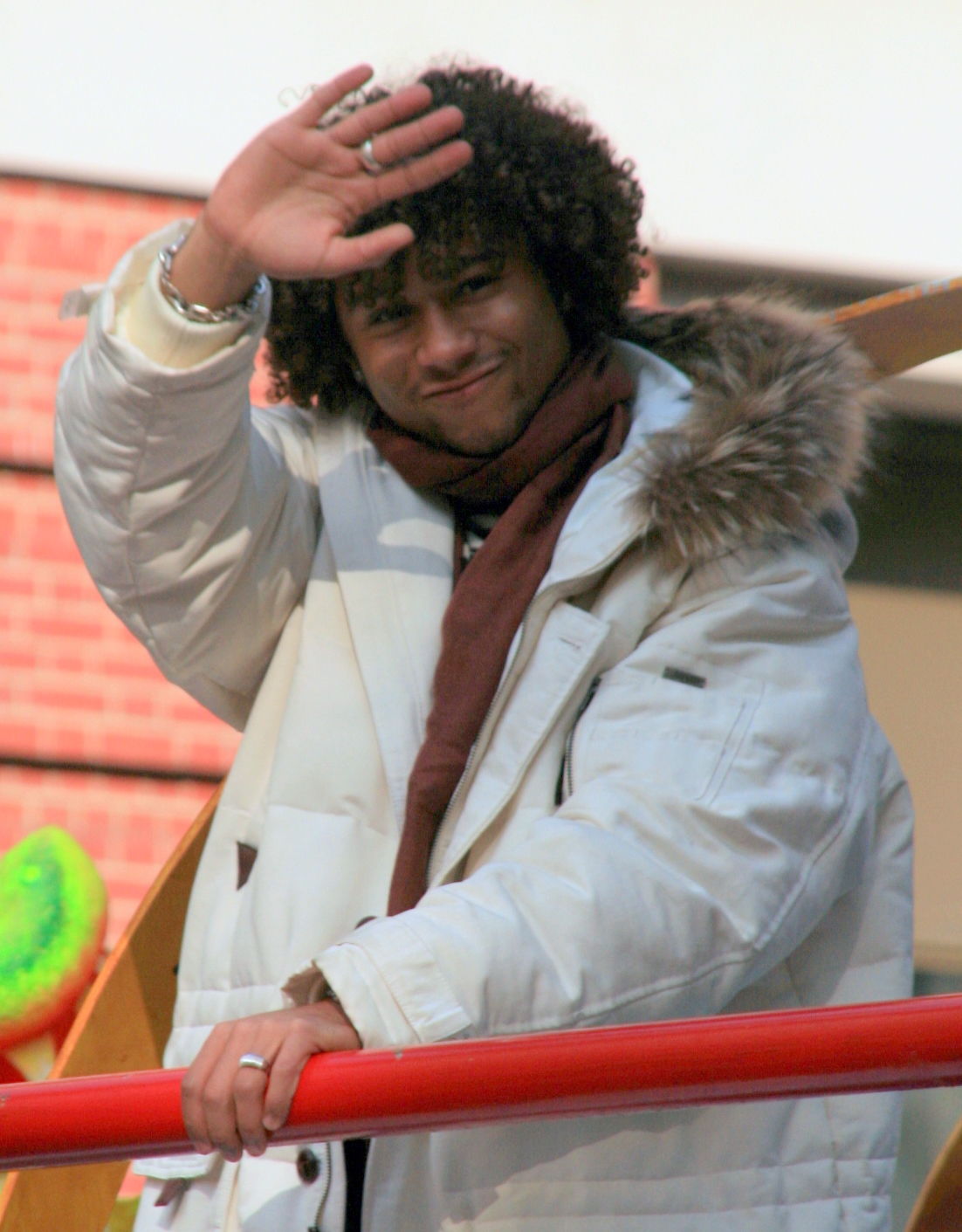
Bleu de 2007

Él es un trabajador voluntario frecuentes, el voluntariado para organizaciones benéficas como "Starlight Children's Foundation", «La Fundación Make-A-Wish Foundation" y "los niños del St. Jude de investigación del hospital", y sirvió la cena de Acción de Gracias y el almuerzo la víspera de Navidad en el Los Ángeles sin hogar refugio en 2008 con Debby Ryan.
Apareció en el video musical de la canción "Don't Be Shy", el sencillo debut de la banda de Small Change, Comercial para Guitar Hero: On Tour Decades, del disco: Velocidad de la Luz, Hollywood Records. Fecha de lanzamiento 10 de marzo de 2009, y en 2008 Modelado de OP línea de ropa Océano Pacífico, fue firmado como modelo a un niño con la agencia de modelaje Ford a la edad de cuatro, es un fan dedicada del equipo de Los Angeles Lakers de baloncesto, Corbin tuvo la cirugía LASIK con éxito en enero de 2009.
Planea ir a la universidad cuando tiene la oportunidad. Fue aceptado en Pitzer, Hofstra, Pamona y la Universidad Stanford, lo que respecta a los músicos van, el Prince tiene una influencia sobre él, pero su favorito de todos los tiempos es Michael Jackson, él es el primer miembro de la original de High School Musical 2006 de televisión emitidos para aparecer en Circuito de Broadway.
Corbin Bleu se convirtió en narrador de cuentos para niños en la Fundación 2011, la Starlight Children's: Una Gala estelar Noche en el Global Hyatt Corporation, el sábado 26 de marzo en Century City, California, el actor de azúcar ha estado sirviendo como un trabajador voluntario activo de la fundación de alrededor de dos años. En la ocasión, la caridad, Bleu leer un cuento llamado "La búsqueda de Wonderla", escrita por Tony DiTerlizzi frente a algunos niños.
Bleu ha sido un ferviente partidario de Do Something. En 2009, fue anfitrión de la sexta edición del Premio hacer algo en Nueva York. En mayo de 2011, Bleu también asistió a la 2011 Do Something Awards evento de lanzamiento. Se asoció con Aimee Teegarden, Kevin Jonas y JoJo durante el evento en honor a los nominados trece que estaban nominados para el Premio Do Something y 100.000 dólares en reconocimiento a su activismo excepcional.
Corbin Bleu se une en apoyo de la Asociación de Alzheimer. Bleu es una de las muchas celebridades que ayudan con la nueva campaña en línea a partir de hoy y en la televisión en 2009. Y en julio de 2012, Corbin Bleu ayudó a animar a los jóvenes a retribuir a sus comunidades por echar una mano y el voluntariado.
Desde de 2013, Bleu está saliendo con la actriz Sasha Clements. Se casaron en julio de 2016.

## Filmografía

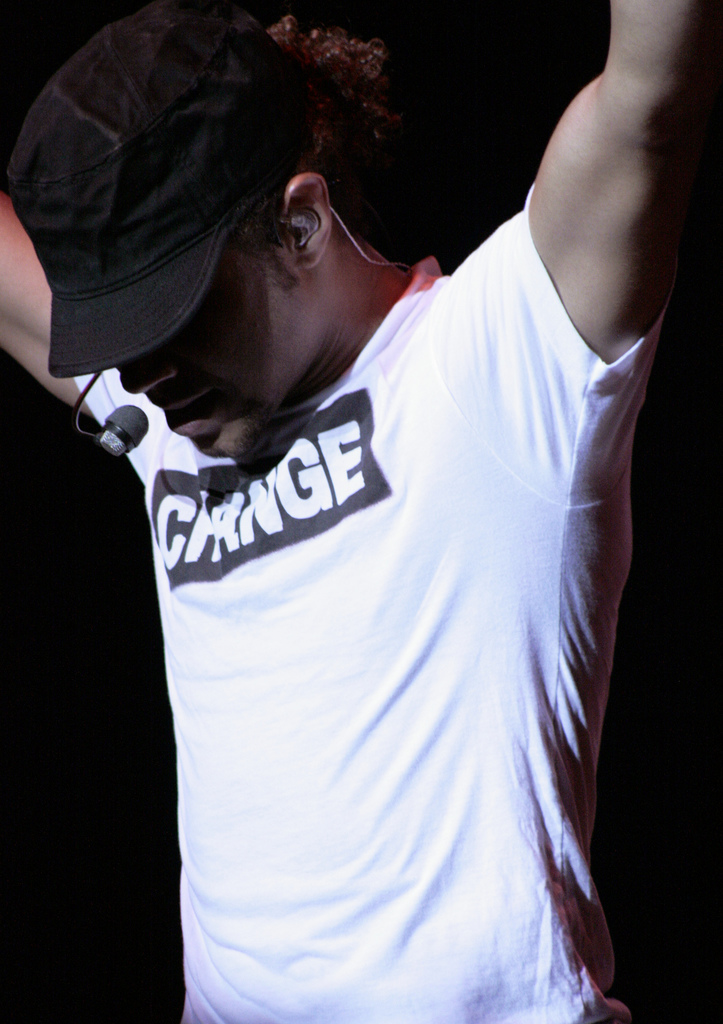
Corbin Bleu en 2008

| Año       | Televisión                                        | Rol                        | Notas                                            |
| --------- | ------------------------------------------------- | -------------------------- | ------------------------------------------------ |
| 1996      | High Incident                                     | N/A                        | Recurrente                                       |
| 1996      | ER                                                | Niño pequeño               | Un episodio                                      |
| 1998      | Malcolm & Eddie                                   | Matthew                    | Un episodio                                      |
| 2000      | Cover Me: Based on the True Life of an FBI Family | Nick Elderby               | Un episodio                                      |
| 2001–2002 | El show de Amanda                                 | Russel Carter              | Invitado 2 episodios, serie de TV Nickelodeon    |
| 2005–2007 | Flight 29 Down                                    | Nathan McHugh              | Elenco Principal, serie de TV                    |
| 2006–2007 | Manual de Supervivencia Escolar de Ned            | Spencer                    | Dos episodios                                    |
| 2006–2008 | Hannah Montana                                    | Johnny Collins             | Dos episodios                                    |
| 2008–2009 | Phineas y Ferb                                    | Coltrane                   | Invitado 3 episodios, serie de TV Disney Channel |
| 2008–2009 | The Beautiful Life                                | Issac                      | Miembro del Elenco Principal                     |
| 2010      | The Good Wife                                     | Jay Hawke/DJ Javier Berlin | Invitado 1 episodio, serie de TV                 |
| 2012      | Blue Bloods                                       | Officer Blake              | Invitado 1 episodio, serie de TV                 |
| 2013      | One Life to Live                                  | Jeffrey King               | Elenco Principal, serie de TV                    |
| 2013      | Franklin & Bash                                   | Jordan                     | Invitado 1 episodio, serie de TV                 |
| 2013      | Dancing with the Stars                            | Él mismo                   | Participante, Reality Show ABC                   |
| 2014      | Psych                                             | Luther                     | Invitado 1 episodio, serie de TV                 |
| 2014      | Drop Dead Diva                                    | Michael Donaldson          | Invitado 1 episodio, serie de TV                 |
| 2015      | Castle                                            | Hunter                     | Invitado 1 episodio, serie de TV                 |
| 2016      | The Fosters                                       | Mercutio                   | Invitado 1 episodio, serie de TV Freeform        |
| 2020      | Supergirl                                         | Trevor                     | Invitado 1 episodio, serie de TV The CW          |
| 2020      | The Disney Family Singalong                       | Él mismo                   | Especial de televisión ABC                       |
| 2021      | Dynasty                                           | Blaine                     | Invitado 2 episodios, serie de TV The CW         |
| 2022      | The Real Dirty Dancing                            | Él mismo                   | Ganador                                          |
| 2022—2023 | High School Musical: The Musical: The Series      | Él mismo                   | recurrente, 5 episodios serie de TV Disney+      |

| Año  | Películas                          | Rol                                        | Notas                                           |
| ---- | ---------------------------------- | ------------------------------------------ | ----------------------------------------------- |
| 1998 | Soldier                            | Johnny                                     | apariencia                                      |
| 1998 | Beach Movie                        | Kid                                        | apariencia                                      |
| 1999 | Family Tree                        | Ricky                                      | Papel principal                                 |
| 1999 | Mystery Men                        | Butch                                      | apariencia                                      |
| 1999 | Héroes fuera de órbita             | Jóvenes Tommy                              | apariencia                                      |
| 2004 | Catch That Kid                     | Austin                                     | Papel principal                                 |
| 2006 | High School Musical                | Chad Danforth                              | Elenco principal, película de TV Disney Channel |
| 2007 | Flight 29 Down: The Movie          | Nathan McHugh                              | Elenco principal película de TV                 |
| 2007 | The Secret of the Magic Gourd      | Magic Gourd                                | Elenco principal, película (papel de voz)       |
| 2007 | Jump In!                           | Isadore "Izzy" Daniels                     | Protagonista, película de TV Disney Channel     |
| 2007 | High School Musical 2              | Chad Danforth                              | Protagonista, película de TV Disney Channel     |
| 2008 | High School Musical 3: Senior Year | Chad Danforth                              | Elenco Principal, película de Cines             |
| 2009 | Free Style                         | Cale Bryant                                | Papel principal                                 |
| 2009 | Beyond All Boundaries              | Voz: Eddie W. Robinson Voz: Sgt. Dan Levin | Papel principal                                 |
| 2010 | Le debo mi vida a Corbin Bleu      | Corbin Bleu                                | Papel principal                                 |
| 2010 | The Little Engine That Could       | Voz: Lou                                   | Papel principal                                 |
| 2011 | Twinkle Toes                       | Voz: Drew                                  | Papel principal                                 |
| 2012 | Scary or Die                       | Emmett                                     | Papel principal                                 |
| 2012 | Renee                              | Mackey                                     | Papel principal                                 |
| 2013 | The Monkey's Paw                   | Catfish                                    | Papel principal                                 |
| 2013 | Sugar                              | Sketch                                     | Papel principal                                 |
| 2014 | Nurse 3D                           | Steve                                      | Papel principal                                 |
| 2015 | Megachurch Murder                  | Marcus King                                | Papel principal                                 |
| 2021 | A Christmas Dance Reunion          | Barrett Brewster                           | Elenco principal, película de TV                |
| 2022 | Campfire Christmas                 | Thomas                                     | Elenco principal película de TV                 |
| 2023 | Camp Hideout                       | Jake                                       | Elenco principal película de TV                 |

| Año  | Productor    | Rol                 | Notas     |
| ---- | ------------ | ------------------- | --------- |
| 2008 | Free Style   | Productor           | Películas |
| 2011 | Scary or Die | Productor ejecutivo | Películas |

| Año  | Teatro         | Rol    | Notas    |
| ---- | -------------- | ------ | -------- |
| 2010 | In the Heights | Usnavi | Broadway |
| 2012 | Godspell       | Jesús  | Broadway |

## Discografía
| Álbumes de estudio - 2007: Another Side - 2009: Speed of Light Giras de conciertos - 2006/2007: High School Musical: El Concierto | Bandas sonoras - 2006: High School Musical - 2007: Jump In! - 2007: High School Musical 2 - 2008: High School Musical 3: La Graduación - 2009: Hannah Montana 3 |

## Premios y nominaciones
| Año  | Premio                               | Categoría | Resultado | Enlace |
| ---- | ------------------------------------ | --- | --------- | ------ |
| 2005 | LA High School for the Arts          | Teatro Estudiante del Año | Ganador   | [ 80 ] |
| 2006 | Disney Channel New Years Bowl-A-Thon | Mejor Mejor Cabello Mientras Bowling | Ganador   | [ 81 ] |
| 2007 | Premios NAACP Image                  | Mejor Interpretación en un Programa de Jóvenes / Children 's | Nominado  | [ 82 ] |
| 2007 | Premios Young Artist                 | Mejor Actuación en una Película para Televisión, Miniserie o Especial (Comedia o Drama) - Actor Joven                                                                                      | Nominado  | [ 83 ] |
| 2007 | Poptastic! Premios                   | Cantante Masculino | Ganador   | [ 84 ] |
| 2007 | Poptastic! Premios                   | "Fav. Music Video: “Push It to the Limit”" "Fav. Canción: “Push It To The Limit”" "Fav. Actor de televisión" "Fav. Álbum: “Another Side”" "Idol Estilo Hombre" "La mayoría quería conocer" | Nominado  | [ 84 ] |
| 2009 | Teen Choice Awards                   | Mejor Actor de película: Música / Danza | Nominado  | [ 85 ] |